# Bardsragujn chumb 2024-2025
Il Bardsragujn chumb 2024-2025 è stata la 33ª edizione della massima serie del campionato armeno di calcio. La stagione è iniziata il 2 agosto 2024 e si è conclusa il 28 maggio 2025. Il P'yownik era la squadra campione in carica. 
Il Noah si è aggiudicato il torneo per la prima volta nella sua storia.

## Stagione

### Novità
Al termine della passata stagione, sarebbe dovuto retrocedere in Araǰin Xowmb il BKMA Erevan, ultimo classificato in campionato. Tuttavia il 3 luglio la FFA ha annunciato che al campionato avrebbero preso parte 11 squadre, riammettendo in massima serie il BKMA Erevan.
Dall'Araǰin Xowmb 2023-2024 è salito, primo classificato, il Ganjasar.

### Formula
Le 11 squadre partecipanti giocano un girone all'italiana nel quale si affrontano tre volte, per un totale di 33 giornate. Al termine della stagione, la prima classificata è campione d'Armenia e si qualifica per la UEFA Champions League 2025-2026, mentre seconda e terza sono ammesse alla UEFA Conference League 2025-2026, insieme con la vincente della coppa nazionale (se questa dovesse arrivare tra i primi tre posti, sarà ammessa in Conference League la quarta classificata). L'ultima classificata retrocede in Araǰin Xowmb.

### Avvenimenti
Il 15 maggio 2025, la federcalcio armena esclude dal campionato il West Armenia. Tale decisione è arrivata a seguito di due match non disputati. Le restanti gare di campionato, sono state assegnate a tavolino alle avversarie.

## Squadre partecipanti
| Club             | Stagione | Città        | Stadio                              | Stagione precedente            |
| ---------------- | -------- | ------------ | ----------------------------------- | ------------------------------ |
| Alaškert         |          | Erevan       | Stadio Vahagn Tumasyan (Abovyan)    | 5º posto in Bardsragujn chumb  |
| Ararat           |          | Erevan       | Stadio Repubblicano Vazgen Sargsyan | 6º posto in Bardsragujn chumb  |
| Ararat-Armenia   | dettagli | Erevan       | FFA Academy Stadium                 | 3º posto in Bardsragujn chumb  |
| BKMA Erevan      |          | Erevan       | FFA Academy Stadium                 | 10º posto in Bardsragujn chumb |
| Ganjasar         |          | Kapan        | Stadio Junior Sport (Erevan)        | 1º posto in Araǰin Xowmb       |
| Noah             |          | Erevan       | Stadio Vahagn Tumasyan (Abovyan)    | 2º posto in Bardsragujn chumb  |
| P'yownik         |          | Erevan       | Stadio Junior Sport                 | Campione d'Armenia             |
| Širak            |          | Gyumri       | Stadio comunale di Gyumri           | 8º posto in Bardsragujn chumb  |
| Urartu           |          | Erevan       | Stadio Urartu                       | 4º posto in Bardsragujn chumb  |
| Van Charentsavan |          | Charentsavan | Stadio comunale di Charentsavan     | 9º posto in Bardsragujn chumb  |
| West Armenia     |          | Erevan       | Stadio Junior Sport                 | 7º posto in Bardsragujn chumb  |

## Allenatori e primatisti
| Squadra          | Allenatore                                                                      | Giocatore più presente (tra parentesi il numero delle presenze) | Capocannoniere (tra parentesi il numero dei gol segnati) |
| ---------------- | ------------------------------------------------------------------------------- | --------------------------------------------------------------- | -------------------------------------------------------- |
| Alaškert         | Abraham Khashmanyan (1ª-19ª) Edgar Torosyan (20ª-27ª) Albert Safaryan (28ª-33ª) | Sargis Metoyan (28)                                             | Sargis Metoyan (8)                                       |
| Ararat           | Tigran Yesayan                                                                  | Albert Khachumyan (25)                                          | Hyllarion Goore, Moussa Kanté (6)                        |
| Ararat-Armenia   | Vardan Minasyan                                                                 | Armen Ambartsumyan (29)                                         | Marius Noubissi (18)                                     |
| BKMA Erevan      | Armen Gyowlbowdaġyanc'                                                          | Daniel Aghbalyan, Narek Hovhannisyan (30)                       | Arayik Eloyan (10)                                       |
| Ganjasar         | Karen Barseghyan                                                                | Ofoeke Emmanuel (28)                                            | Ousmane Faye, Bertrand Mani (3)                          |
| Noah             | Rui Mota                                                                        | Eraldo Çinari, Gonçalo Gregório Gonçalo Silva (26)              | Gonçalo Gregório (20)                                    |
| P'yownik         | Eġiše Melik'yan                                                                 | Sani Buhari (27)                                                | Yusuf Otubanjo (14)                                      |
| Širak            | Arsen Hovhannisyan (1ª-10ª) Rafael Nazaryan (11ª-33ª)                           | Cedric Doh, Razmik Misakyan, Magico Traoré (28)                 | Levon Mryan (5)                                          |
| Urartu           | Dmitrij Gunko                                                                   | Karen Melk'ownyan, Artem Poljarus (29)                          | Ivan Ignat'ev (13)                                       |
| Van Charentsavan | Vahe Gevorgyan                                                                  | Klaidher (29)                                                   | Momo Touré (12)                                          |
| West Armenia     | Patrick Papyan                                                                  | Jefferson Granado (24)                                          | Zachar Tarasenko (7)                                     |

## Classifica finale
|                    | Pos. | Squadra          | Pt | G  | V  | N | P  | GF | GS | DR  |
| ------------------ | ---- | ---------------- | -- | -- | -- | - | -- | -- | -- | --- |
| Armenia (bandiera) | 1.   | Noah             | 75 | 30 | 24 | 3 | 3  | 92 | 20 | +72 |
|                    | 2.   | Ararat-Armenia   | 66 | 30 | 21 | 3 | 6  | 75 | 28 | +47 |
|                    | 3.   | Urartu           | 62 | 30 | 19 | 5 | 6  | 64 | 31 | +33 |
|                    | 4.   | P'yownik         | 53 | 30 | 17 | 2 | 11 | 59 | 37 | +22 |
|                    | 5.   | Van Charentsavan | 52 | 30 | 15 | 7 | 8  | 56 | 36 | +20 |
|                    | 6.   | BKMA Erevan      | 36 | 30 | 10 | 6 | 14 | 44 | 54 | -10 |
|                    | 7.   | Širak            | 35 | 30 | 10 | 5 | 15 | 30 | 50 | -20 |
|                    | 8.   | Ararat           | 32 | 30 | 9  | 5 | 16 | 36 | 59 | -23 |
|                    | 9.   | Alaškert         | 26 | 30 | 6  | 8 | 16 | 24 | 52 | -28 |
|                    | 10.  | West Armenia     | 23 | 30 | 7  | 2 | 21 | 22 | 78 | -56 |
|                    | 11.  | Ganjasar         | 11 | 30 | 2  | 4 | 24 | 16 | 73 | -57 |

      Campione d'Armenia e ammessa alla UEFA Champions League 2025-2026
      Ammesse alla UEFA Conference League 2025-2026
      Retrocessa in Araǰin Xowmb 2025-2026
      Esclusa a campionato in corso.
Note:

Tre punti per la vittoria, uno per il pareggio, zero per la sconfitta.
In caso di arrivo di due o più squadre a pari punti, la graduatoria verrà stilata secondo la classifica avulsa tra le squadre interessate.

## Risultati

### Partite (1-22)
|                  | Ala  | Ara  | AAr  | BKM  | Gan  | Noa  | P'yo | Šir  | Ura  | Van  | Wes  |
| ---------------- | ---- | ---- | ---- | ---- | ---- | ---- | ---- | ---- | ---- | ---- | ---- |
| Alaškert         | –––– | 0-1  | 2-2  | 2-0  | 2-2  | 0-6  | 0-2  | 1-3  | 0-3  | 1-1  | 0-2  |
| Ararat           | 2-0  | –––– | 0-0  | 2-2  | 1-1  | 2-1  | 0-2  | 1-2  | 0-1  | 0-3  | 2-3  |
| Ararat-Armenia   | 3-1  | 3-2  | –––– | 2-0  | 3-0  | 0-1  | 1-3  | 4-0  | 1-2  | 1-1  | 3-0  |
| BKMA Erevan      | 1-0  | 1-1  | 2-4  | –––– | 2-1  | 1-2  | 1-2  | 0-2  | 2-1  | 0-1  | 3-0  |
| Ganjasar         | 0-1  | 0-2  | 0-3  | 1-6  | –––– | 0-3  | 0-5  | 1-2  | 0-4  | 1-2  | 0-1  |
| Noah             | 4-0  | 4-0  | 2-1  | 3-0  | 7-0  | –––– | 2-0  | 4-0  | 2-1  | 5-0  | 7-1  |
| P'yownik         | 0-2  | 3-0  | 1-2  | 4-1  | 1-0  | 1-3  | –––– | 2-0  | 0-3  | 1-0  | 3-0  |
| Širak            | 0-0  | 1-3  | 0-3  | 0-0  | 0-0  | 0-5  | 1-0  | –––– | 0-2  | 0-2  | 2-0  |
| Urartu           | 1-0  | 1-0  | 3-1  | 4-2  | 2-0  | 2-1  | 0-0  | 1-2  | –––– | 3-1  | 3-0  |
| Van Charentsavan | 1-1  | 4-0  | 0-2  | 2-3  | 6-1  | 1-1  | 1-3  | 1-0  | 3-1  | –––– | 6-0  |
| West Armenia     | 2-0  | 1-2  | 1-2  | 2-5  | 2-0  | 0-4  | 1-3  | 0-0  | 2-2  | 0-2  | –––– |

### Partite (23-33)
|                  | Ala  | Ara  | AAr  | BKM  | Gan  | Noa  | P'yo | Šir  | Ura  | Van  | Wes  |
| ---------------- | ---- | ---- | ---- | ---- | ---- | ---- | ---- | ---- | ---- | ---- | ---- |
| Alaškert         | –––– | –––– | –––– | –––– | 1-0  | 1-0  | –––– | –––– | 1-1  | 2-2  | 3-0  |
| Ararat           | 3-2  | –––– | –––– | 1-1  | –––– | –––– | –––– | 1-2  | 2-4  | 2-1  | –––– |
| Ararat-Armenia   | 3-0  | 6-0  | –––– | 4-0  | –––– | –––– | 3-2  | 5-1  | –––– | –––– | –––– |
| BKMA Erevan      | 2-0  | –––– | –––– | –––– | –––– | 1-5  | –––– | 3-2  | 0-1  | 1-1  | –––– |
| Ganjasar         | –––– | 0-3  | 0-4  | 2-2  | –––– | –––– | 1-3  | 1-0  | –––– | –––– | –––– |
| Noah             | –––– | 3-0  | 2-0  | –––– | 1-0  | –––– | 2-1  | –––– | –––– | –––– | 5-1  |
| P'yownik         | 1-1  | 5-2  | –––– | 1-2  | –––– | –––– | –––– | 6-1  | 1-4  | –––– | –––– |
| Širak            | 4-0  | –––– | –––– | –––– | –––– | 1-2  | –––– | –––– | 1-1  | 0-1  | 3-0  |
| Urartu           | –––– | –––– | 0-3  | –––– | 2-1  | 3-3  | –––– | –––– | –––– | 0-2  | 8-0  |
| Van Charentsavan | –––– | –––– | 2-3  | –––– | 2-0  | 2-2  | 3-2  | –––– | –––– | –––– | 2-0  |
| West Armenia     | –––– | 2-1  | 0-3  | 1-0  | 0-3  | –––– | 0-1  | –––– | –––– | –––– | –––– |

## Statistiche

### Capoliste solitarie
|    | ——  | —— | ——  | —— | —— | ——  | ——  | ——     | ——     | ——     | ——     | ——     | ——     | ——     | ——     | ——     | ——     | ——   | ——   | ——   | ——   | ——   | ——   | ——   | ——   | ——   | ——   | ——   | ——   | ——   | ——   | ——   | —— |  |
|    | Ara |    | Ara |    |    | Van | Van | Urartu | Urartu | Urartu | Urartu | Urartu | Urartu | Urartu | Urartu | Urartu | Urartu | Noah | Noah | Noah | Noah | Noah | Noah | Noah | Noah | Noah | Noah | Noah | Noah | Noah | Noah | Noah |    |  |
|    |     |    |     |    |    |     |     |        |        |        |        |        |        |        |        |        |        |      |      |      |      |      |      |      |      |      |      |      |      |      |      |      |    |  |
|    |     |    |     |    |    |     |     |        |        |        |        |        |        |        |        |        |        |      |      |      |      |      |      |      |      |      |      |      |      |      |      |      |    |  |
| 1ª | 2ª  | 3ª | 4ª  | 5ª | 6ª | 7ª  | 8ª  | 9ª     | 10ª    | 11ª    | 12ª    | 13ª    | 14ª    | 15ª    | 16ª    | 17ª    | 18ª    | 19ª  | 20ª  | 21ª  | 22ª  | 23ª  | 24ª  | 25ª  | 26ª  | 27ª  | 28ª  | 29ª  | 30ª  | 31ª  | 32ª  | 33ª  |    |  |

### Individuali

#### Classifica marcatori
| Gol |  |  | Giocatore         | Squadra          |
| --- |  |  | ----------------- | ---------------- |
| 20  |  |  | Gonçalo Gregório  | Noah             |
| 18  |  |  | Marius Noubissi   | Ararat-Armenia   |
| 17  |  |  | Tenton Yenne      | Ararat-Armenia   |
| 14  |  |  | Eraldo Çinari     | Noah             |
| 14  |  |  | Yusuf Otubanjo    | P'yownik         |
| 13  |  |  | Ivan Ignat'ev     | Urartu           |
| 12  |  |  | Momo Touré        | Van Charentsavan |
| 10  |  |  | Arayik Eloyan     | BKMA Erevan      |
| 10  |  |  | Karen Melk'ownyan | Urartu           |
| 9   |  |  | Matheus Aiás      | Noah             |
| 9   |  |  | Serges Deblé      | P'yownik         |
| 9   |  |  | Hélder Ferreira   | Noah             |